# Gräsordningen
Gräsordningen (Poales) är en ordning i undergruppen commelinider inom klassen enhjärtbladiga växter. I ordningen ingår den mycket stora familjen gräs och andra familjer som är släkt med denna. Poales finns över hela världen och växterna är nästan enbart örtartade. Blommorna är vanligen små och vindpollinerade. Fröna innehåller oftast stärkelse.
Många arter i ordningen har mycket stor ekonomisk och ekologisk betydelse. Den ekonomiskt absolut viktigaste familjen är gräs där bland annat veten, majs och ris ingår. 
Uppskattningsvis kommer Poales ursprungligen från Sydamerika där de uppstod för nära 115 miljoner år sedan. De äldsta kända fossilen omfattar pollen och frukter som har daterats till krita.

## Klassificering
Enligt nyare klassificeringssystem ingår 18 familjer med omkring 850 släkten och över 20 000 arter. De mest artrika familjerna är gräs (12 000 arter), halvgräs (5 000 arter), ananasväxter (1 700 arter) och ullknappsväxter (1 150 arter). 
- Ananasväxter (Bromeliaceae)
- Anarthriaceae
- Centrolepidaceae
- Ecdeiocoleaceae
- Flagellariaceae
- Gräs (Poaceae)
- Halvgräs (Cyperaceae)
- Hydatellaceae
- Joinvilleaceae
- Kaveldunsväxter (Typhaceae)
- Mayakaväxter (Mayacaceae)
- Rapateaceae
- Restionaceae
- Sparganiaceae
- Thurniaceae
- Tågväxter (Juncaceae)
- Ullknappsväxter (Eriocaulaceae)
- Xyridaceae

I det äldre Cronquistsystemet motsvarades Poales ungefär av ordningen Restionales, förutom att gräsfamiljen var placerad i Cyperales.